# Chiryu
Chiryū (知立市; -shi) é uma cidade japonesa localizada na província de Aichi.
Em Janeiro de 2018 a cidade tinha uma população estimada em 30 138 habitantes com um total de 4 641 estrangeiros e 2 339 Brasileiros[carece de fontes?] e uma densidade populacional de 3 931,40 h/km². Tem uma área total de 16,34 km².
Recebeu o estatuto de cidade a 1 de Dezembro de 1970.